# Калиновка (Теренкольський район)
Кали́новка (каз. Калиновка) — село у складі Теренкольського району Павлодарської області Казахстану. Адміністративний центр Калиновського сільського округу.
Населення — 540 осіб (2021; 620 у 2009, 866 у 1999, 1191 у 1989).
Національний склад станом на 1989 рік:
- росіяни — 50 %;
- казахи — 28 %.